# جونوسكي يوشيوكي
جونوسكي يوشيوكي (باليابانية: 吉行淳之介) (13 أبريل 1924، أوكاياما في اليابان - 26 يوليو 1994، تشوأو في اليابان)؛ كاتب وروائي ياباني. درس في جامعة طوكيو.

## الجوائز
- جائزة أكوتاغاوا